# Tay Garnett
William Taylor Garnett (Los Angeles, 13 giugno 1894 – Sawtelle, 3 ottobre 1977) è stato un regista, sceneggiatore e produttore cinematografico statunitense.

## Biografia
Nato a Los Angeles, Garnett iniziò un tirocinio come scrittore di racconti e fumetti per alcune riviste popolari. Nella Prima guerra mondiale si arruolò nell'aeronautica della Marina. Nel 1920 a Hollywood cominciò prima a lavorare come stuntman e poi anche come sceneggiatore cinematografico, scrivendo le gag per le comiche di Mack Sennett e di Hal Roach. Passò alla Pathé come regista nel 1928, firmando Celebrità.
Lavorò con attori di spicco come Marlene Dietrich, Jean Harlow, Clark Gable, John Wayne, Bing Crosby. Il suo film più conosciuto è probabilmente Il postino suona sempre due volte con Lana Turner. Nei primi anni Cinquanta girò alcuni film in Gran Bretagna. Ritornato negli Usa, diresse parecchi lavori televisivi, show e serial: The Loretta Young Show, Wagon Train (La grande carovana), Laramie, The Untouchables, Naked City, Rawhide e Bonanza. Garnett morì di leucemia a Sawtelle in California all'età di 83 anni. Gli venne dedicata una stella alla Walk of Fame.

## Filmografia parziale

### Regista
- Celebrity (1928)
- The Spieler (The Spellbinder) (1928)
- The Flying Fool (1929)
- Oh, Yeah? (1929)
- Officer O'Brien (o The Big Shot) (1930)
- La stella della Taverna Nera (Her Man) (1930)
- Amanti senza domani (One Way Passage) (1932)
- La scomparsa di miss Drake (Okay America!) (1932)
- Sui mari della Cina (China Seas) (1935)
- L'amore è novità (Love Is News) (1937)
- Ed ora... sposiamoci! (Stand-In) (1937)
- Il mercante di schiavi (Slave Ship) (1937)
- Gioia d'amare (Joy of Living) (1938)
- Eternamente tua (Eternally Yours) (1939)
- L'assassino è in casa (Slightly Honorable) (1939)
- La taverna dei sette peccati (Seven Sinners) (1940)
- Tutta una vita (Cheers for Miss Bishop) (1941)
- La croce di Lorena (The Cross of Lorraine) (1943)
- Bataan (Bataan) (1943)
- La signora Parkington (Mrs Parkington) (1944)
- La valle del destino (The Valley of Decision) (1945)
- Il postino suona sempre due volte (The Postman Always Rings Twice) (1946)
- Corsari della terra (Wild Harvest) (1947)
- La corte di re Artù (A Connecticut Yankee in King Arthur's Court) (1949)
- La lettera accusatrice (Cause for Alarm!) (1951)
- I tre soldati (Soldiers Three) (1951)
- Operazione Z (One Minute to Zero) (1952)
- Le sette meraviglie del mondo - documentario (1955)
- I cospiratori (A Terrible Beauty) (1960)
- Il vendicatore del Texas (Cattle King) (1963)
- Morgan il razziatore (The Delta Factor) (1970)
- L'avventura del grande nord (Challenge to Be Free) (1976)

### Sceneggiatore
- Broken Chains, regia di Allen Holubar (1922)
- The Hottentot, regia di James W. Horne e Del Andrews (1922)
- Mandarin Mix-Up, regia di Scott Pembroke - cortometraggio (1924)
- Half a Man, regia di Harry Sweet (1925)
- The Cruise of the Jasper B, regia di James W. Horne (1926)
- Turkish Delight, regia di Paul Sloane (1927)
- Getting Gertie's Garter, regia di E. Mason Hopper (1927)
- Grattacieli (Skyscraper), regia di Howard Higgin - adattamento (1928)
- The Cop, regia di Donald Crisp (1928)
- Her Man, regia di Tay Garnett (storia) (1930)